# Канонерські човни типу «Флорес»
Канонерські човни типу «Флорес» — два канонерські човни, побудовані в середині 1920-х років для Королівського флоту Нідерландів. «Flores» і «Soemba» призначалися для патрулювання Нідерландської Ост-Індії . Під час Другої світової війни вони служили у Королівському флоті Нідерландів і були найбільш успішними його надводними кораблями.
Вони були кораблями з малою осадкою, обидва введені у експлуатацію в 1926 році, з відносно важким озброєнням для своїх розмірів (три 150 міліметрові гармати Круппа, того ж типу та калібру, що й для крейсерів «Ява» та «Суматра»). Їх важливою перевагою була вдосконалена система управління вогнем, яка забезпечувала високу точність при обстрілі берегових цілей, як це продемонстрував канонерський човен наступного проекту «Йоган Маріц ван Нассау» в 1940 році, коли він примусив припинити вогонь німецьку батарею з відстані близько 19 кілометрів.

## Представники
| Ім'я   | Закладені           | Спущено на воду     | Введено в експлуатацію | Виведено з експлуатації |
| ------ | ------------------- | ------------------- | ---------------------- | ----------------------- |
| Флорес | 13 січня 1925 року  | 15 серпня 1925 року | 25 березня 1926 року   | 16 вересня 1968 року    |
| Соемба | 24 грудня 1924 року | 24 серпня 1925 року | 12 квітня 1926 року    | 9 червня 1985 року      |

## Історія служби
«Флорес» повернули до Нідерландів на початку Другої світової війни, де вона патрулювала домашні води до вторгнення німців у 1940 році. Легко пошкоджена, вона втекла до Британії та була прийнята на роботу прикордонним супроводом. «Соемба» була відкликана в Коломбо в березні 1942 року, перш ніж її змогли захопити або знищити японські вторгнення в Ост-Індію.

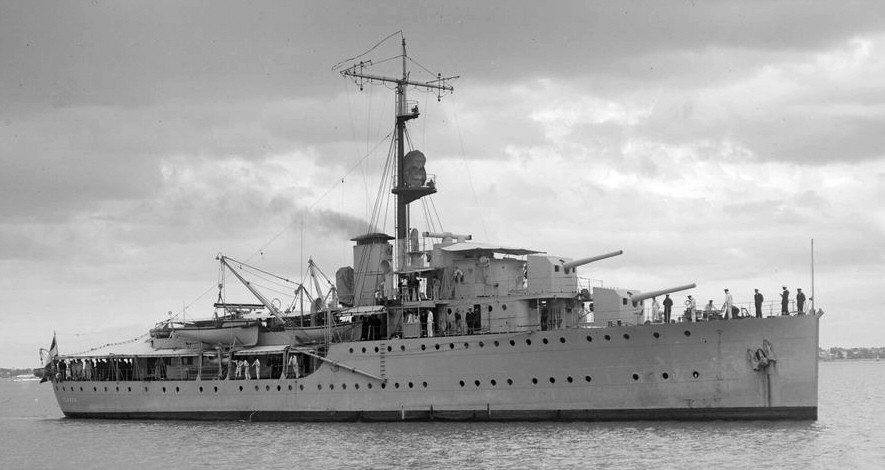
Канонерський човен «Flores»

«Флорес» і «Соемба» об'єдналися в Середземному морі і відіграли активну і успішну роль у висадках на Сицилії, Салерно, Анціо, Гарільяно, Гаеті і, нарешті, на береги Нормандії у червні 1944 року. Кораблі багато разів потрапляли під обстріл з берегової артилерії та бомбардувальників, але пережили всі атаки, хоча вони зазнавали пошкоджень кілька разів. Британські військові кореспонденти називали їх «жахливими близнюками».
Їх гармати через інтенсивне використання зносилися, і два кораблі були чергування невдовзі після війни та використані для навчання артилеристів та як плавучі казарми. 10 листопада 1948 року «Флорес» і «Соемба» були нагороджені Koninklijke Vermelding bij Dagorder
«Флорес» був виведений з експлуатації в 1968 році, а «Соемба» - в 1986 році.